# .biz
.biz هو نطاق المستوى الأعلى العام (gTLD) في نظام أسماء النطاقات للإنترنت. الغرض منه هو تسجيل المجالات لاستخدامها من قبل الشركات (business). الاسم هو تهجئة صوتية للمقطع الأول من كلمة business.

## التاريخ
تم إنشاء biz TLD لتخفيف بعض الطلب على أسماء النطاقات في com. نطاق المستوى الأعلى، وتوفير بديل للشركات التي يكون اسم المجال المفضل لها في com قد تم بالفعل تسجيله من قبل طرف آخر. لا توجد مؤهلات قانونية أو جغرافية محددة لتسجيل في نطاق biz ، فيما عدا أنه يجب أن يكون «للاستخدام التجاري». تم إنشاؤه في عام 2001 إلى جانب العديد من المجالات الأخرى كأول مجموعة من gTLDs الجديدة التي وافقت عليها آيكان ICANN في توسيع نظام أسماء النطاقات بعد الاهتمام المتزايد بتجارة الإنترنت في أواخر التسعينيات. تتم إدارة نطاق بواسطة NeuStar وتتم معالجة التسجيلات من خلال المسجلين المعتمدين.

## الاستعمال
في 23 يونيو 2008 في اجتماع ICANN الدولي العام 32 في باريس، أعلن المسجل أنه تجاوز رسميا مليوني تسجيل في جميع أنحاء العالم.
في اللغة التركية، تعني كلمة biz «نحن» وتستخدم في بعض المواقع مثل turkleriz.biz (نحن الأتراك) و fenerliyiz.biz (نحن من محبي Fenerbahçe).

## جذور DNS البديلة
قبل موافقة ICANN على biz ضمن نطاق المستوى الأعلى في جذر DNS الرسمي، كان هناك مجالات مماثلة بنفس الاسم قيد الاستخدام بالفعل بواسطة جذور DNS البديلة. هذا خلق احتمال أن يشير إلى عناوين IP مختلفة اعتمادًا على تكوين DNS المحدد لجهاز كمبيوتر العميل. لهذا السبب يتطلب سجل المجال NeuStar ، تسجيل خادم DNS رسميًا معهم في قائمة خوادم DNS المعتمدة الخاصة بهم قبل أن يقوم مسجل النطاق بتسجيله في قاعدة بيانات WHOIS.

## روابط خارجية
- موقع مشغل التسجيل Neustar